# Trumf
Trumf er en farve i kortspil, der er stærkere end de øvrige farver. Trumf kan bruges til at stikke et hvilken som helst kort i en anden farve. I de fleste kortspil kan man kun trumfe, hvis man er renonce.